# Soudan 1

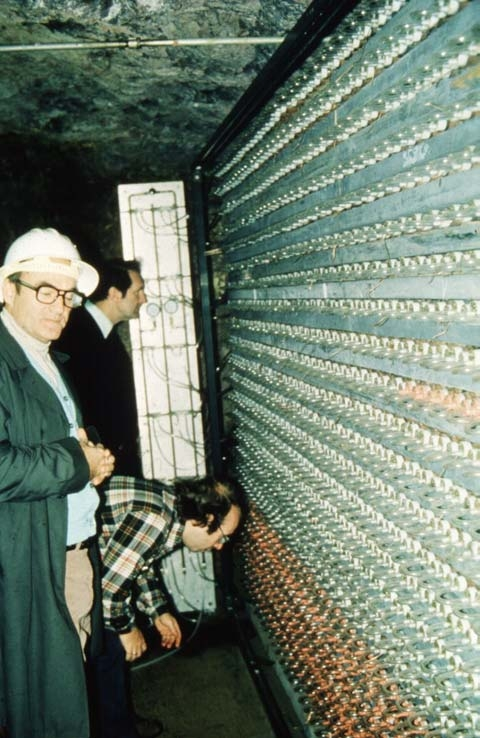
Tom Fields vom Argonne National Lab (stehend, links), Don Perkins von der Universität Oxford (stehend, Mitte) und Marvin Marshak von der Universität von Minnesota (gebeugt, Mitte) neben dem Soudan 1 Protonenzerfallsexperiment im Soudan Underground Laboratory, Minnesota.

Soudan 1 war ein Teilchendetektor im Soudan Underground Laboratory im Norden von Minnesota, Vereinigte Staaten, der von 1981 bis 1982 ein Jahr lang in Betrieb war. Es handelte sich um ein 30 Tonnen schweres Nachführkalorimeter, dessen Hauptzweck die Suche nach dem Zerfall von Protonen war. Es wurde eine untere Grenze für die Lebensdauer eines Protons von 1,6·1030 Jahren sowie eine obere Grenze für die Dichte magnetischer Monopole festgelegt. Soudan 1 diente auch als Prototyp für die Folgeexperimente Soudan 2 und MINOS.

## Aufbau und Betrieb
Soudan 1 wurde 590 Meter unter der Erdoberfläche installiert und im August 1981 von Forschergruppen der Hochenergiephysik der University of Minnesota und des Argonne National Laboratory in Routinebetrieb genommen. Der Detektor war ein 3×3×2 m3 großer Block aus Eisenoxid-beladenem Beton, der mit 3456 Gasproportionalröhren instrumentiert war. Er war an fünf Seiten von einem Vetoschild aus festem Szintillator umgeben, das im Oktober 1981 fertiggestellt wurde. Dadurch konnten Ereignisse, die sonst wie Protonenzerfall aussahen, aber in Wirklichkeit durch kosmische Strahlung verursacht wurden, aussortiert werden. Das Experiment hatte eine Gesamtlaufzeit von 0,97 Jahren.